# Teorema de Poncelet–Steiner

Dibujar la paralela (h) al diámetro g pasando por un punto cualquiera P. Tomar un punto auxiliar C cualquiera en la línea recta a través de B y P fuera de BP. (Steiner)

En geometría, el teorema de Poncelet–Steiner establece que todas las construcciones geométricas que pueden realizarse con regla y compás pueden realizarse únicamente con regla conocido un único círculo y su centro. Por tanto, todas las construcciones que pueden realizarse con regla y compás puede realizarse con regla utilizando una única vez el compás.
El resultado, ya conjeturado por Jean-Victor Poncelet en 1822, fue demostrado por primera vez por el matemático suizo Jakob Steiner en su obra de 1833 «Die geometrischen Constructionen ausgeführt mittels der geraden Linie und eines festen Kreises».